# Stephan Freigang
Stephan Timo Freigang  (né le 27 septembre 1967 à Hohenleipisch, Brandenburg) est un athlète allemand spécialiste du marathon.

## Carrière

### Palmarès
Sauf information contraire, la longueur de la course est celle du marathon.
| Date | Compétition                  | Lieu      | Résultat | Performance     |
| ---- | ---------------------------- | --------- | -------- | --------------- |
| 1986 | Championnats du monde junior | Athènes   | 4e       | 10 000 mètres   |
| 1986 | Championnats du monde junior | Athènes   | 4e       | 20 kilomètres   |
| 1987 | Marathon de Budapest         | Budapest  | 1er      | 2 h 14 min 34 s |
| 1988 | Marathon de Fukuoka          | Fukuoka   | 8e       | 2 h 12 min 26 s |
| 1990 | Marathon de Berlin           | Berlin    | 4e       | 2 h 09 min 45 s |
| 1991 | Marathon de Palerme          | Palerme   | 1er      | 2 h 13 min 00 s |
| 1991 | Universiade d'été            | Sheffield | 1er      | 28 min 15 s 84  |
| 1991 | Championnats du monde        | Tokyo     | 18e      | 2 h 23 min 13 s |
| 1992 | Jeux olympiques d'été        | Barcelone | 3e       | 2 h 14 min 00 s |
| 1993 | Marathon de Francfort        | Francfort | 1er      | 2 h 11 min 53 s |
| 1993 | Championnats du monde        | Stuttgart | —        | Abandon         |
| 1994 | Championnats d'Europe        | Helsinki  | 10e      | 28 min 15 s 98  |
| 1995 | Marathon de Tokyo            | Tokyo     | 2e       | 2 h 10 min 12 s |
| 1996 | Jeux olympiques d'été        | Atlanta   | —        | Abandon         |
| 1997 | Marathon de Cologne          | Cologne   | 1er      | 2 h 11 min 58 s |
| 1998 | Marathon de Francfort        | Francfort | 1er      | 2 h 12 min 16 s |
| 1998 | Marathon de Hanovre          | Hanovre   | 1er      | 2 h 12 min 16 s |
| 1998 | Championnats d'Europe        | Budapest  | 24e      | 2 h 17 min 24 s |
| 1999 | Marathon de Hanovre          | Hanovre   | 1er      | 2 h 13 min 48 s |
| 2001 | Marathon de Leipzig          | Leipzig   | 1er      | 2 h 15 min 57 s |
| 2001 | Marathon de Lisbonne         | Lisbonne  | 1er      | 2 h 14 min 27 s |
| 2002 | Marathon de Leipzig          | Leipzig   | 2e       | 2 h 20 min 11 s |

### Records
| Épreuve       | Performance     | Lieu     | Date              |
| ------------- | --------------- | -------- | ----------------- |
| 10 000 mètres | 28 min 06 s 32  | Helsinki | 29 juin 1994      |
| 20 kilomètres | 1 h 04 min 52 s | Athènes  | 20 juillet 1986   |
| Marathon      | 2 h 09 min 45 s | Berlin   | 30 septembre 1990 |